# Slaget vid Las Navas de Tolosa

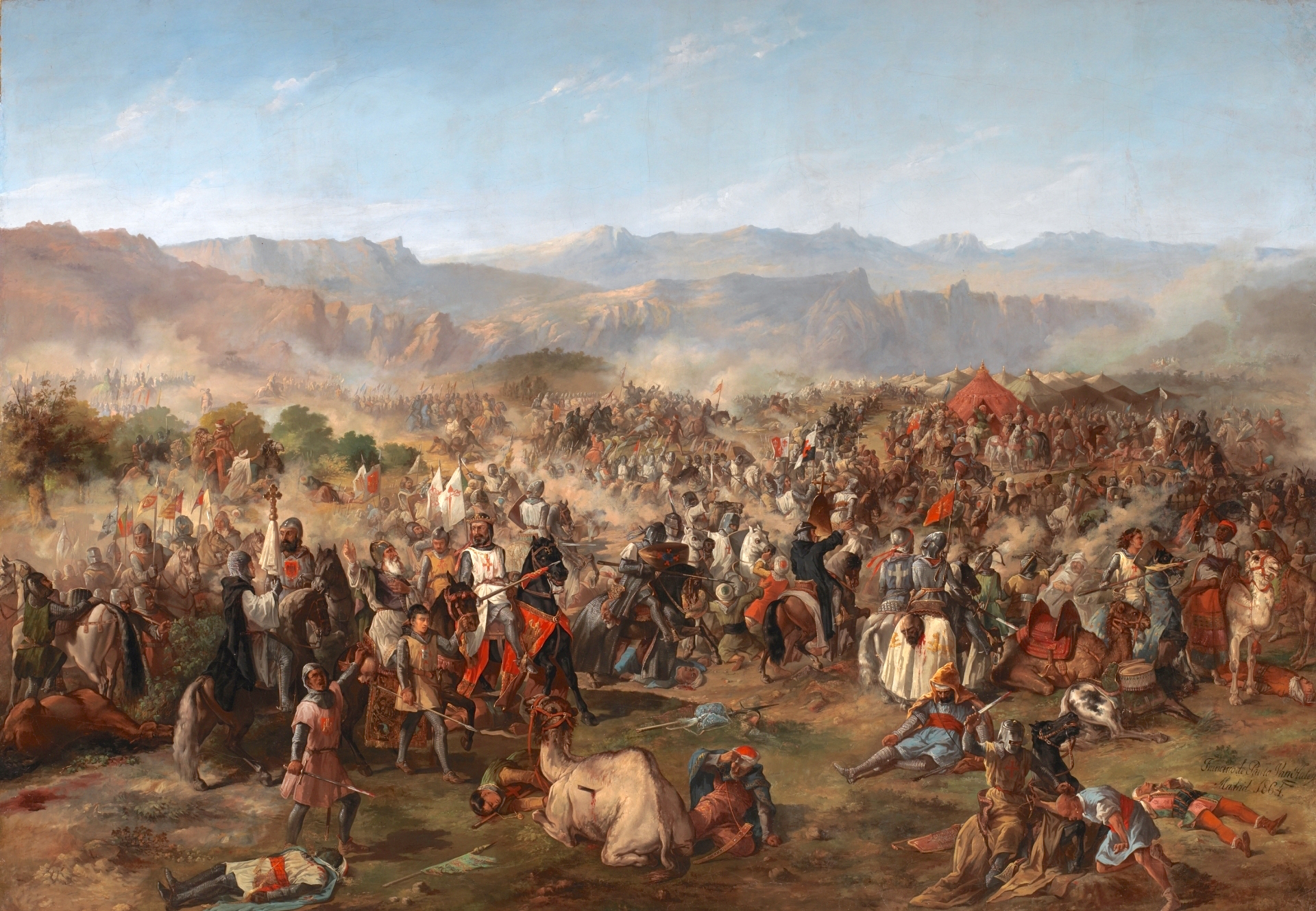
Slaget vid Navas de Tolosa.

Slaget vid Las Navas de Tolosa den 16 juli 1212 anses var den viktiga vändpunkten under den långa spanska återerövringen av Iberiska halvön (Reconquista). Under slaget ledde Alfons VIII av Kastilien tillsammans med sina rivaler Sancho VII av Navarra, Peter II av Aragonien och Alfons II av Portugal det av påven Innocentius III utlysta korståget. De förfogade över omkring 12–14 000 soldater. 
På den muslimska sidan förfogade den almohadiske kalifen Muhammad an-Nasir över 22–30 000 soldater. Den kristna koalitionen vann en övertygande seger. Den muslimska sidan led ett svårt nederlag och förlorade många soldater. På den kristna sidan dog ca 2 000.
Efter den kristna segern föll snabbt det almohadiska positionerna på den Iberiska halvön samman och 36 år efter slaget var Granada i Emiratet av Granada den enda muslimska staden på halvön (då Kastiliens vasallstat).